# 臺灣總督府文官服裝

臺灣總督府帽徽

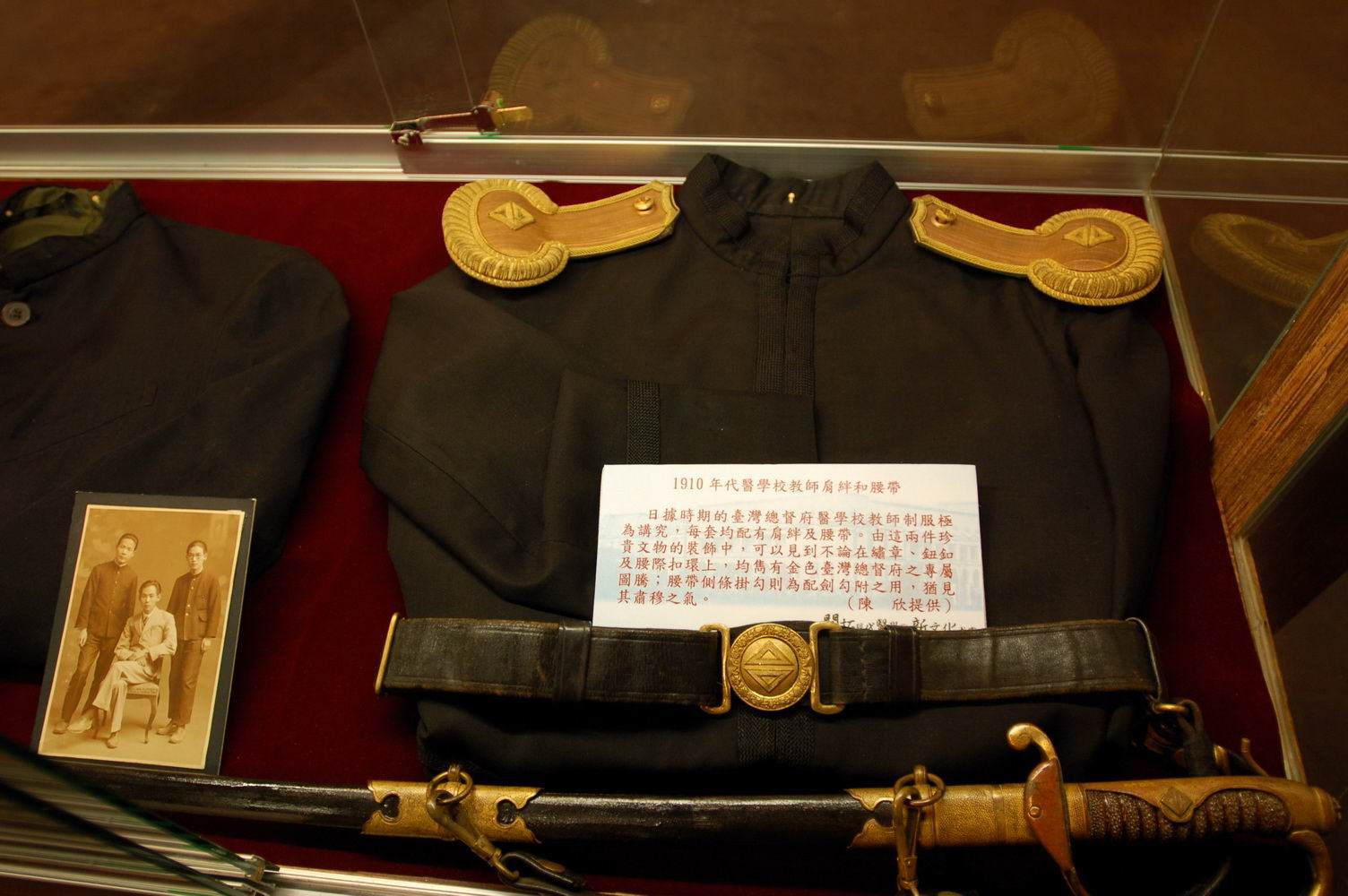
台灣總督府醫學校的教師制服

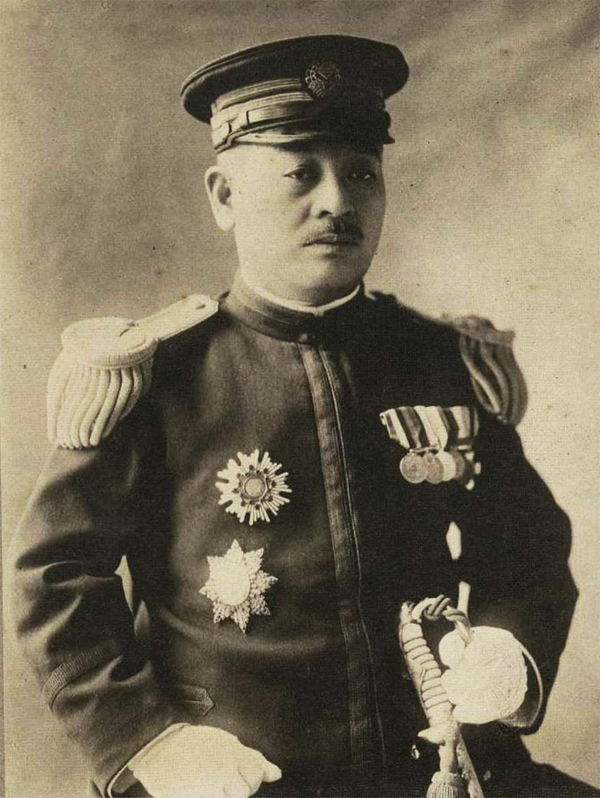
第16任臺灣總督，中川健藏，敕任官服制。

臺灣總督府文官服裝是日本統治臺灣期間對官員制服的規範樣式，依官等區分為三種。明治32年（1899年），臺灣總督府公布「臺灣總督府文官服制」以及「臺灣總督府文官服制規則」，同年5月1日施行，時任總督為兒玉源太郎。其後歷經多次的更動與修改，大正九年（1920年）做的修改最大，明顯區分出前期與後期；最大特色為「台字章」的使用，此紋章為日本統治臺灣時期的政府徽章。

## 背景

### 服裝區分

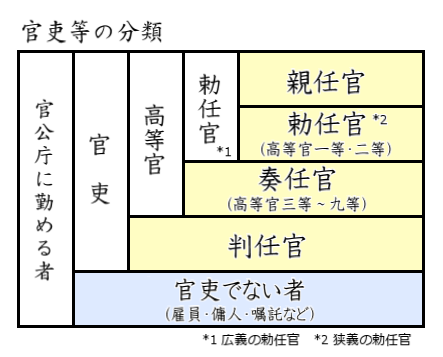
日本官等舊制

總督府文官服裝在官等區分上，依照日本舊時官員階級體制，分為高等官與一般官吏，高等官包含親任官、敕任官與奏任官，判任官則為一般官吏。官吏以外則為官方任用之雇員、傭人等。除了「親任式」天皇親自任命之親任官外，將高等官分為九等。在臺灣親任官只有一人，即為當時的台灣總督。經歷多次新增或是廢除，大正九年(1920年)時，做了大幅度的變更，主要特徵為：將上衣鈕扣改為隱藏式，帽章改為台字章，袖章統一為一條黑帶子。

### 官等區分
- 敕任官(簡任官)：一等到二等，須由天皇敕令之。
- 奏任官(薦任官)：三等到九等，內閣大臣任命之。
- 判任官(委任官)：九等以下，臺灣總督自行任命即可。

### 服制施行機關
臺灣總督府、法院、檢察局、州廳、臺灣總督府所屬官署、各學校。

## 服制項目

### 上衣

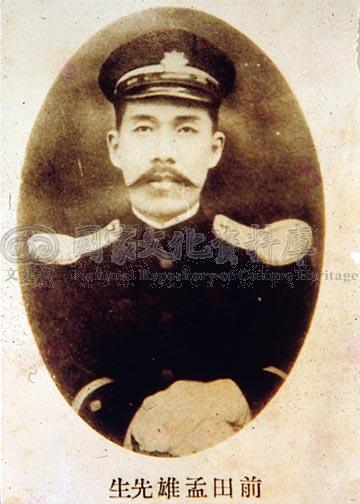
身穿舊式服裝的士林國民小學第四任校長，前田孟雄，判任官

| 上衣       | | | |                      |
| 項目       | 敕任官                                                                                                 | 奏任官                                                                                                 | 判任官                                                                                                 | 備 註                |
| 材質       | 冬季：藏青色羅紗布。夏季：灰色亞麻布。                                                                 | 冬季：藏青色羅紗布。夏季：灰色亞麻布。                                                                 | 冬季：藏青色羅紗布。夏季：灰色亞麻布。                                                                 |                      |
| 樣式       | 立襟，對開夾克式，單行扣子，五顆。                                                                     | 立襟，對開夾克式，單行扣子，五顆。                                                                     | 立襟，對開夾克式，單行扣子，五顆。                                                                     | 大正九年(1920年)廢止 |
| 樣式       | 立襟，對開夾克式。中央扣子遮布，七子織黑毛線，寬六分。左右下方各一口袋，開口處為七子織黑毛線，寬三分。 | 立襟，對開夾克式。中央扣子遮布，七子織黑毛線，寬六分。左右下方各一口袋，開口處為七子織黑毛線，寬三分。 | 立襟，對開夾克式。中央扣子遮布，七子織黑毛線，寬六分。左右下方各一口袋，開口處為七子織黑毛線，寬三分。 | 大正九年(1920年)修訂 |
| 袖章       | 正面袖口處半圈：一條金色線，三分五厘；一條褐色線，一分。鈕扣為金色台字章扣，寬七分。                   | 正面袖口處半圈：一條金色線，三分五厘；一條褐色線，一分。鈕扣為金色台字章扣，寬七分。                   | 正面袖口處半圈：一條金色線，三分五厘；一條褐色線，一分。鈕扣為金色台字章扣，寬七分。                   | 大正九年(1920年)廢止 |
| 袖章       | 金色台字章，三個。                                                                                     | 金色台字章，二個。                                                                                     | 金色台字章，一個。                                                                                     | 大正九年(1920年)廢止 |
| 袖章       | 袖口處正面半圈：一條七子織黑毛線，寬六分。夏季時改為白色。                                             | 袖口處正面半圈：一條七子織黑毛線，寬六分。夏季時改為白色。                                             | 袖口處正面半圈：一條七子織黑毛線，寬六分。夏季時改為白色。                                             | 大正九年(1920年)修訂 |
| 肩章安插處 | 上衣肩處一條金絲線，寬五分。                                                                           | 上衣肩處一條金絲線，寬四分。                                                                           | 上衣肩處一條金絲線，寬三分。                                                                           | 大正九年(1920年)廢止 |
| 肩章安插處 | 上衣肩處改為一條七子織黑毛線，寬五分。                                                                 | 上衣肩處改為一條七子織黑毛線，寬五分。                                                                 | 上衣肩處改為一條七子織黑毛線，寬五分。                                                                 | 大正九年(1920年)修訂 |

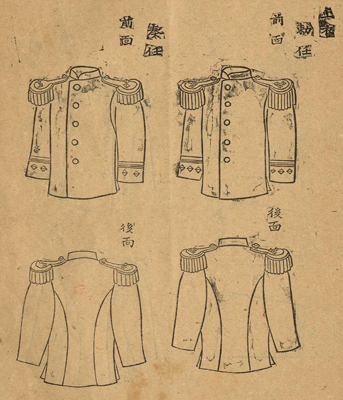
舊式上衣
敕任官的舊式袖章
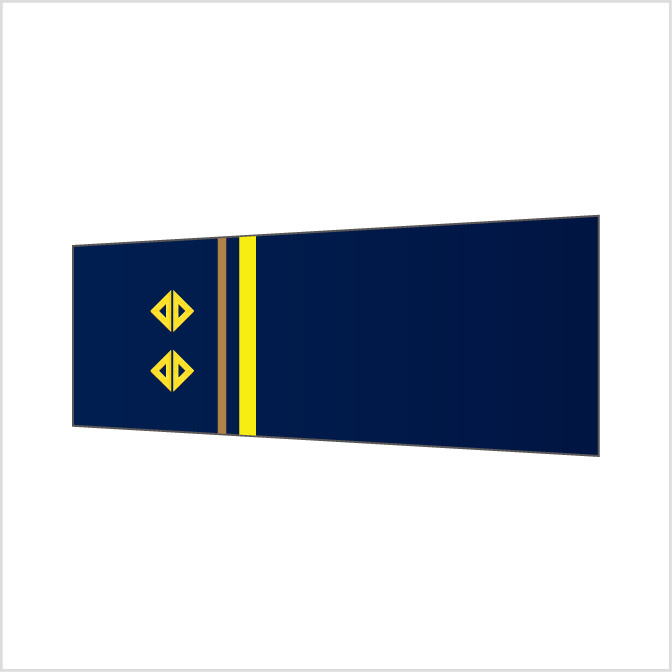
奏任官的舊式袖章
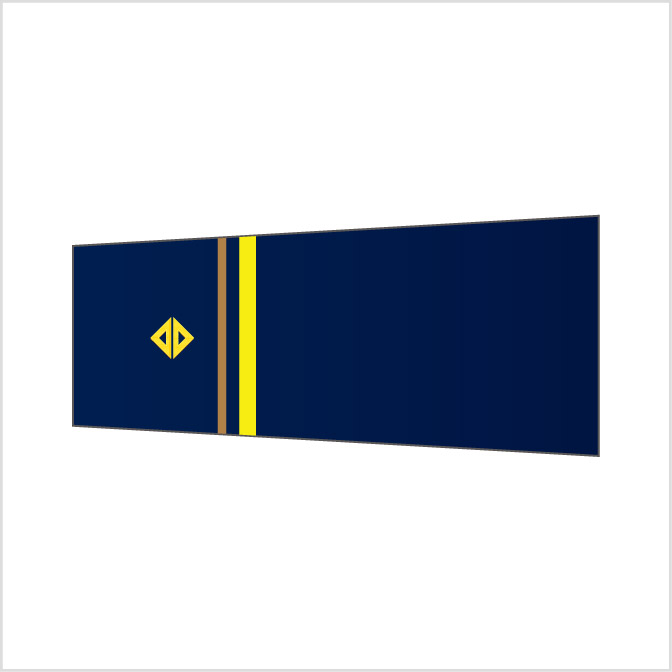
判任官的舊式袖章
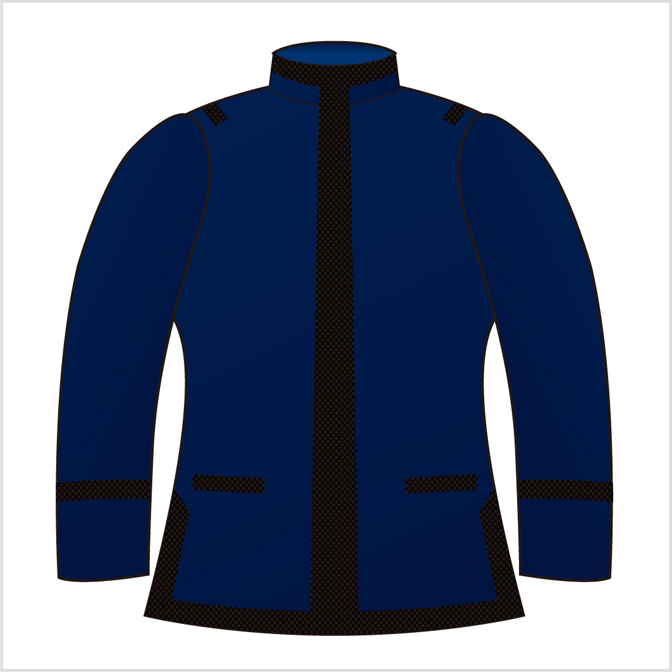
新式上衣
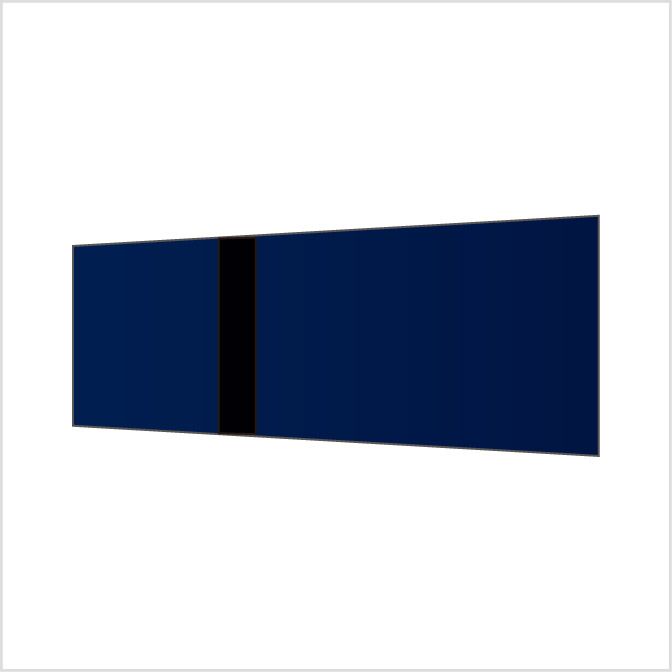
新式袖章

### 肩章

穿著新式服裝的嘉義農林學校第三任校長，島內道明，奏任官

| 肩章 |                                                                                            |                                                                                            |                                                                                            |       |
| 項目 | 敕任官                                                                                     | 奏任官                                                                                     | 判任官                                                                                     | 備 註 |
| 樣式 | 肩章長五寸五分，寬四寸一分，金線製。金絲製的台字章，邊長七分。鈕扣為金色台字章扣，寬四分。 | 肩章長五寸五分，寬四寸一分，金線製。金絲製的台字章，邊長七分。鈕扣為金色台字章扣，寬四分。 | 肩章長五寸五分，寬四寸一分，金線製。金絲製的台字章，邊長七分。鈕扣為金色台字章扣，寬四分。 |       |
| 樣式 | 三個台字章。金線流蘇外圈21條，長三寸三分，粗三分；內圈19條，長二寸七分，粗二分五厘。       | 二個台字章。金線流蘇21條，長二寸，粗三分。                                                 | 一個台字章。無金線流蘇。                                                                   |       |

敕任官的肩章
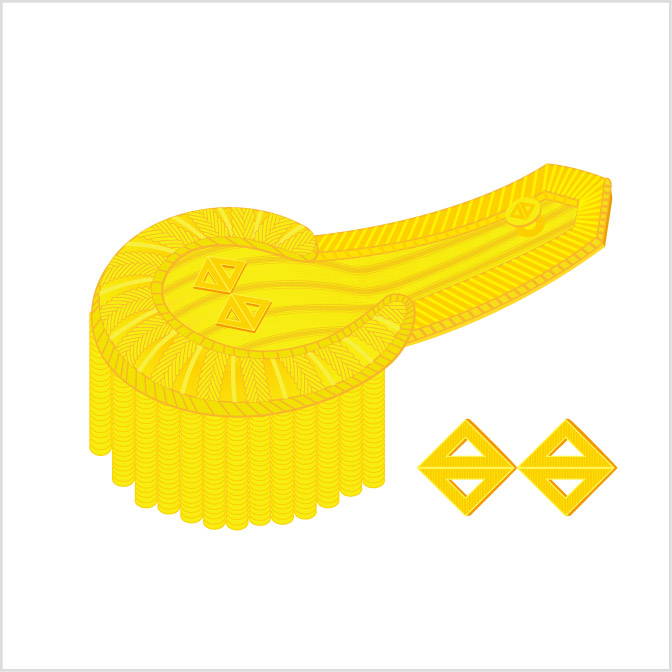
奏任官的肩章
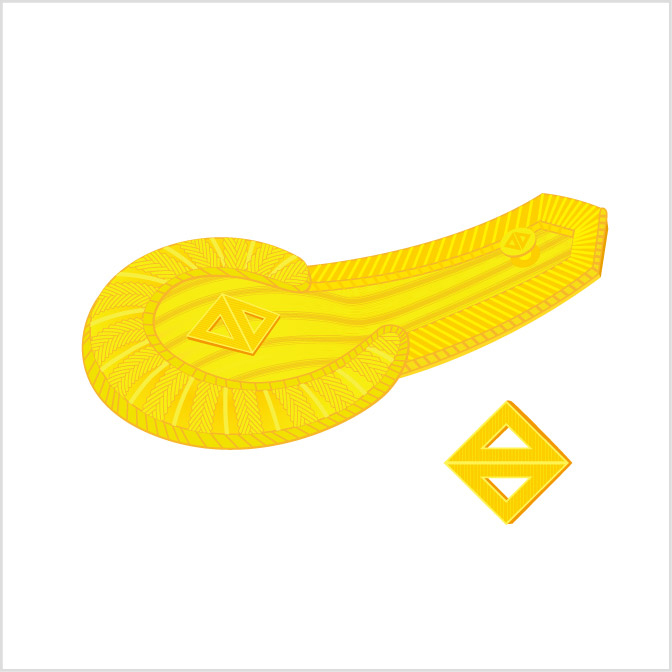
判任官的肩章

### 褲子
| 褲子 |                                        |                                        |                                        |       |
| 項目 | 敕任官                                 | 奏任官                                 | 判任官                                 | 備 註 |
| 材質 | 冬季：藏青色羅紗布。夏季：灰色亞麻布。 | 冬季：藏青色羅紗布。夏季：灰色亞麻布。 | 冬季：藏青色羅紗布。夏季：灰色亞麻布。 |       |
| 樣式 | 普通長褲。                             | 普通長褲。                             | 普通長褲。                             |       |

### 帽子

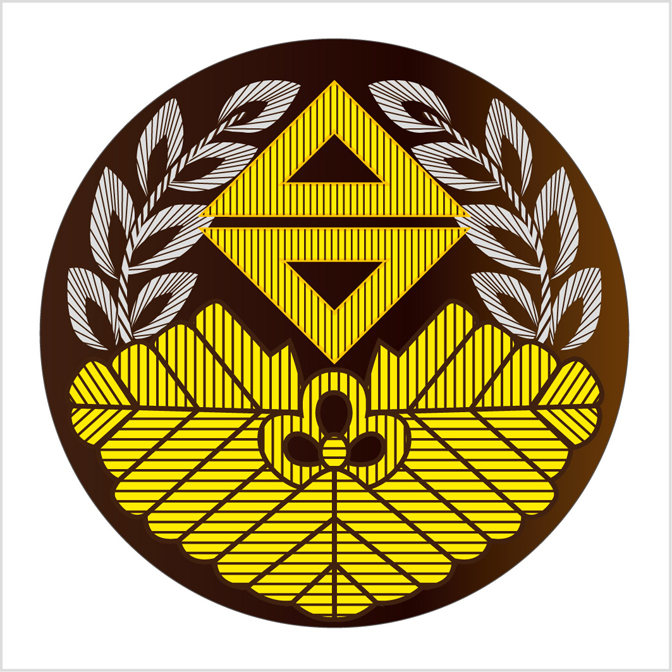
刺繡實物的簡略帽章

| 帽子 |      |                                                                                          |                                                                                          |                                                                                          |                      |
| 項目 | 項目 | 敕任官                                                                                   | 奏任官                                                                                   | 判任官                                                                                   | 備 註                |
| 正帽 | 材質 | 藏青色羅紗布(夏季附有白色遮陽帽套)                                                       | 藏青色羅紗布(夏季附有白色遮陽帽套)                                                       | 藏青色羅紗布(夏季附有白色遮陽帽套)                                                       |                      |
| 正帽 | 樣式 | 圓形，附帽簷。帽絆兩端各附一個直徑四分的金色台字章扣。                                   | 圓形，附帽簷。帽絆兩端各附一個直徑四分的金色台字章扣。                                   | 圓形，附帽簷。帽絆兩端各附一個直徑四分的金色台字章扣。                                   |                      |
| 正帽 | 樣式 | 帽頂有一圈褐色條，寬一分。                                                               | 帽頂有一圈褐色條，寬一分。                                                               | 帽頂有一圈褐色條，寬一分。                                                               | 大正九年(1920年)廢止 |
| 正帽 | 徽章 | 帽章直徑直徑一寸五分，金屬製旭日章。                                                     | 帽章直徑直徑一寸五分，金屬製旭日章。                                                     | 帽章直徑直徑一寸五分，金屬製旭日章。                                                     | 大正九年(1920年)廢止 |
| 正帽 | 徽章 | 帽章底座直徑一寸五分，深褐色絨布製。徽章為台字章與九重桐；葉片與台字章為金色，花為銀色。 | 帽章底座直徑一寸五分，深褐色絨布製。徽章為台字章與九重桐；葉片與台字章為金色，花為銀色。 | 帽章底座直徑一寸五分，深褐色絨布製。徽章為台字章與九重桐；葉片與台字章為金色，花為銀色。 | 大正九年(1920年)修訂 |
| 正帽 | 徽章 | 帽牆環繞三條，寬四分的金色飾線。                                                         | 帽牆環繞二條，寬四分的金色飾線。                                                         | 帽牆環繞一條，寬四分的金色飾線。                                                         |                      |
| 便帽 | 材質 | 藏青色羅紗布(夏季附有遮陽帽覆)                                                           | 藏青色羅紗布(夏季附有遮陽帽覆)                                                           | 藏青色羅紗布(夏季附有遮陽帽覆)                                                           | 大正九年(1920年)新增 |
| 便帽 | 樣式 | 圓形，附帽簷。帽絆兩端各附一個直徑四分的金色台字章扣。                                   | 圓形，附帽簷。帽絆兩端各附一個直徑四分的金色台字章扣。                                   | 圓形，附帽簷。帽絆兩端各附一個直徑四分的金色台字章扣。                                   | 大正九年(1920年)新增 |
| 便帽 | 徽章 | 帽章與正帽相同。帽牆環繞一條七子織黑毛線，寬一寸二分。                                   | 帽章與正帽相同。帽牆環繞一條七子織黑毛線，寬一寸二分。                                   | 帽章與正帽相同。帽牆環繞一條七子織黑毛線，寬一寸二分。                                   | 大正九年(1920年)新增 |

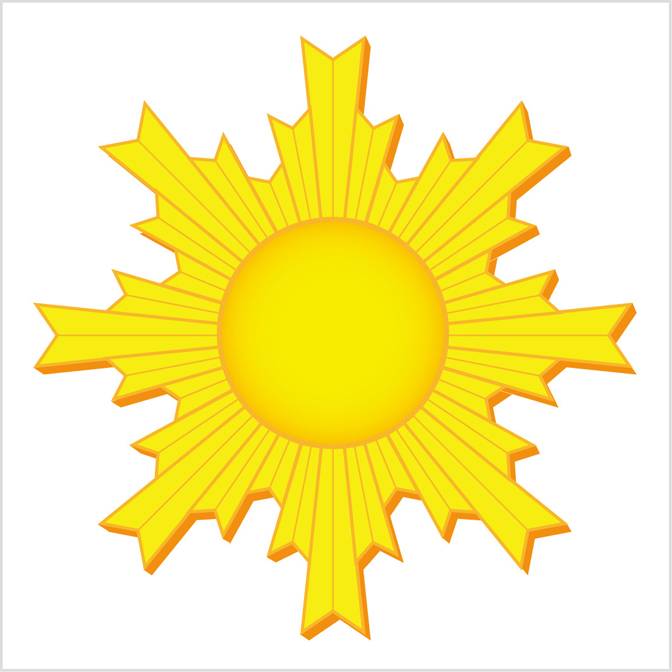
前期使用的旭日章帽章
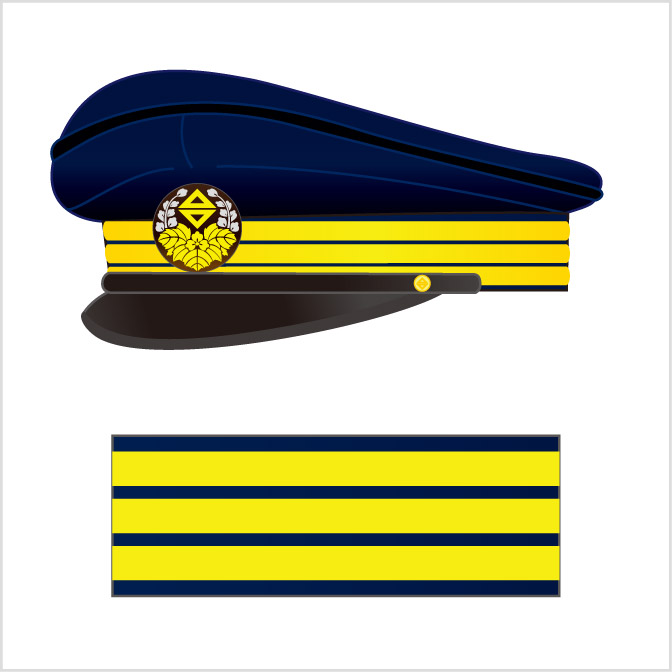
敕任官，三條金線
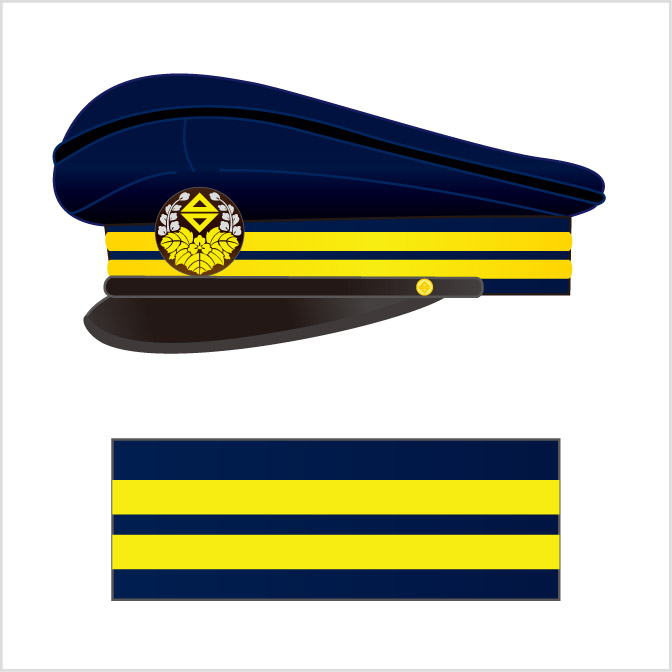
奏任官，二條金線
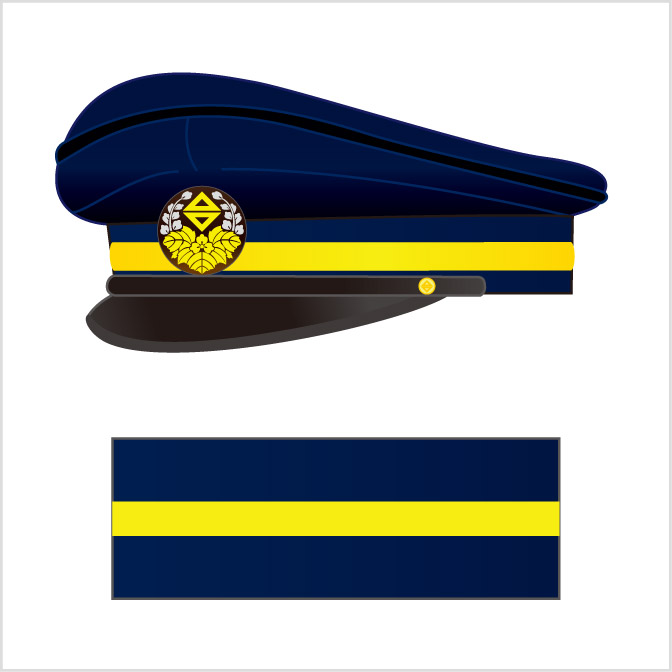
判任官，一條金線
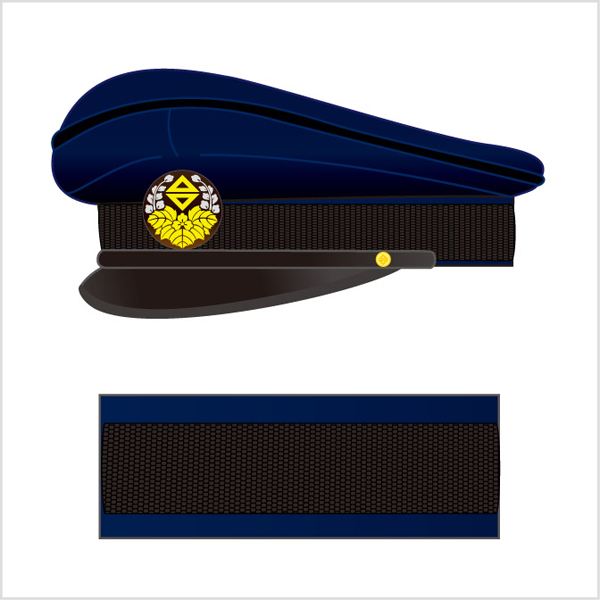
便帽

### 劍

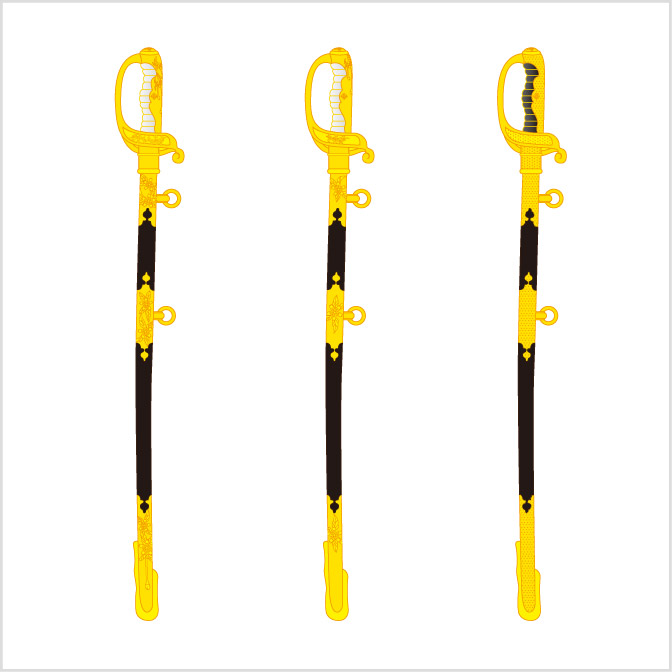
長劍，由左排序為敕任、奏任、判任

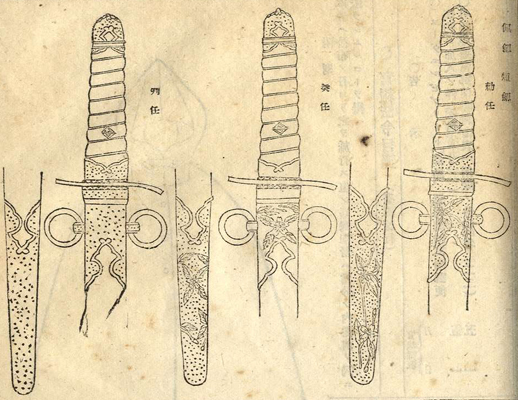
短劍，由右排序為敕任、奏任、判任

| 劍   |                                                                                  |                                                                                  |                                                                                  |                                                 |
| 項目 | 敕任官                                                                           | 奏任官                                                                           | 判任官                                                                           | 備 註                                           |
| 長劍 | 劍柄為長五寸，附台字章兩個，頂部有櫻花一朵。劍鞘為黑色皮革，長二尺三寸。帶劍緒。 | 劍柄為長五寸，附台字章兩個，頂部有櫻花一朵。劍鞘為黑色皮革，長二尺三寸。帶劍緒。 | 劍柄為長五寸，附台字章兩個，頂部有櫻花一朵。劍鞘為黑色皮革，長二尺三寸。帶劍緒。 |                                                 |
| 長劍 | 劍柄為白鮫皮。護拳、劍柄、刀鞘頭部及尾部有帶葉櫻花兩組。                         | 劍柄為白鮫皮。護拳、劍柄、刀鞘頭部及尾部有帶葉櫻花一組。                         | 劍柄為黑鮫皮。護拳、劍柄、刀鞘頭部及尾部僅有葉片紋飾。                           |                                                 |
| 短劍 | 劍柄長三寸五分，附台字章兩個，頂部有櫻花一朵。劍鞘為黑色皮革，長一尺。不帶劍緒。 | 劍柄長三寸五分，附台字章兩個，頂部有櫻花一朵。劍鞘為黑色皮革，長一尺。不帶劍緒。 | 劍柄長三寸五分，附台字章兩個，頂部有櫻花一朵。劍鞘為黑色皮革，長一尺。不帶劍緒。 | 明治四十四年(1911年)新增。 大正九年(1920年)廢止 |
| 短劍 | 劍柄為白鮫。刀鞘頭部及尾部有帶葉櫻花兩組。                                       | 劍柄為白鮫。刀鞘頭部及尾部有帶葉櫻花一組。                                       | 劍柄為黑鮫。刀鞘頭部及尾部僅有葉片紋飾。                                         | 明治四十四年(1911年)新增。 大正九年(1920年)廢止 |

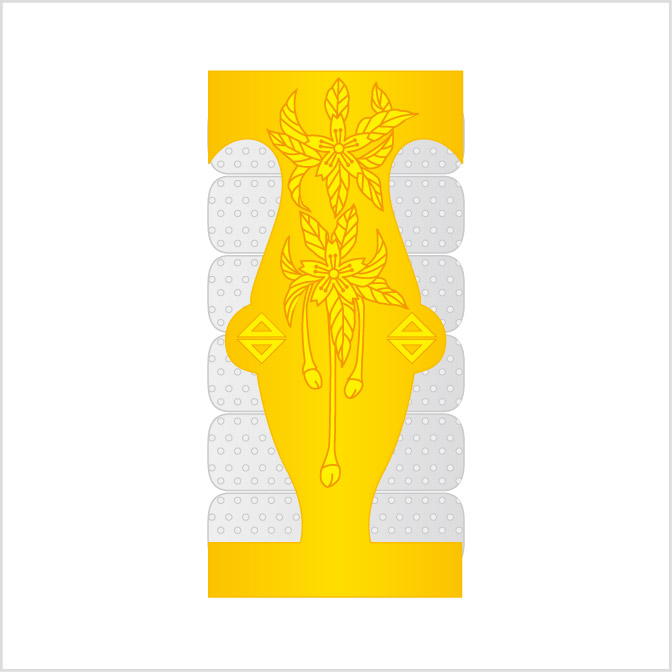
敕任官握柄
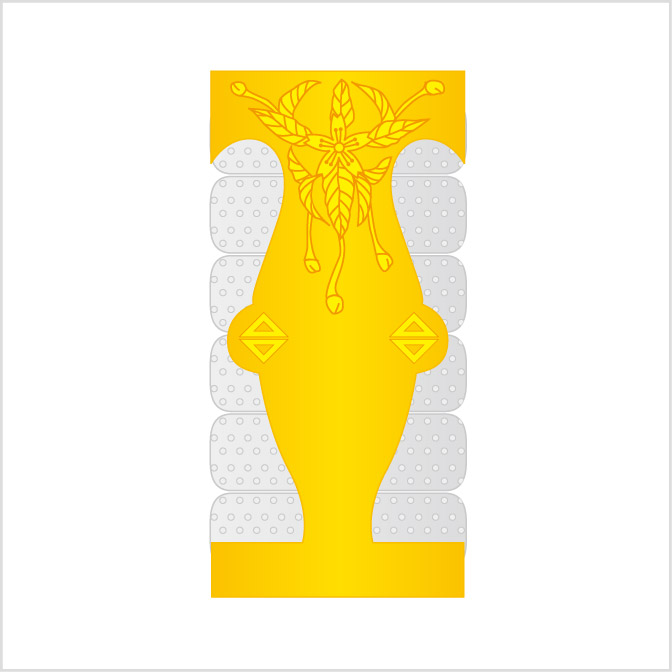
奏任官握柄
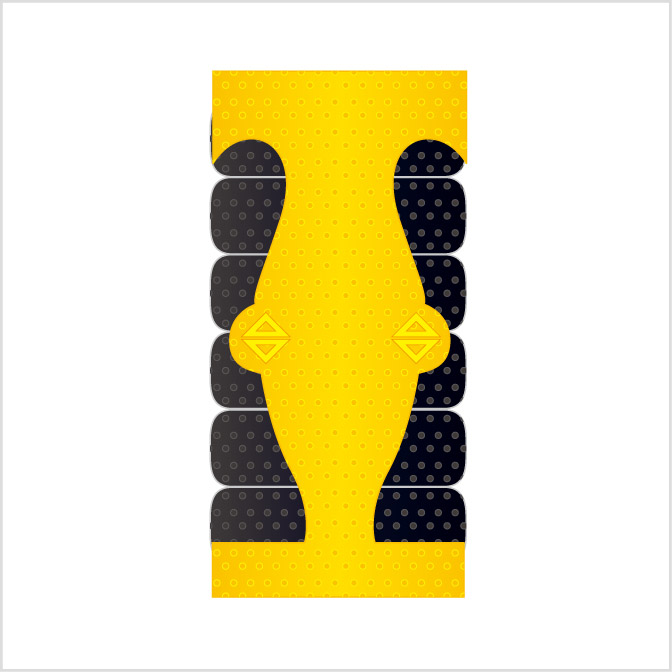
判任官握柄

### 劍緒

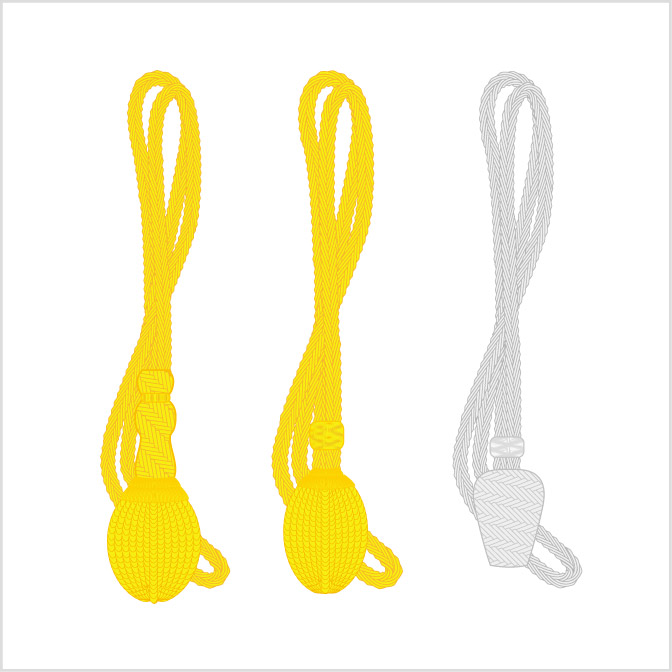
由左排序為敕任、奏任、判任

| 劍緒 |                                                                            |                                        |                                        |
| 項目 | 敕任官                                                                     | 奏任官                                 | 判任官                                 |
| 樣式 | 附葫蘆紐，橢圓鞠型金絲丸，長一寸四分，寬一寸一分。葫蘆鈕，長一寸，寬二分。 | 長橢圓鞠型金絲丸，長一寸五分，寬九分。 | 長橢圓鞠型銀絲丸，長一寸一分，寬八分。 |

### 劍帶

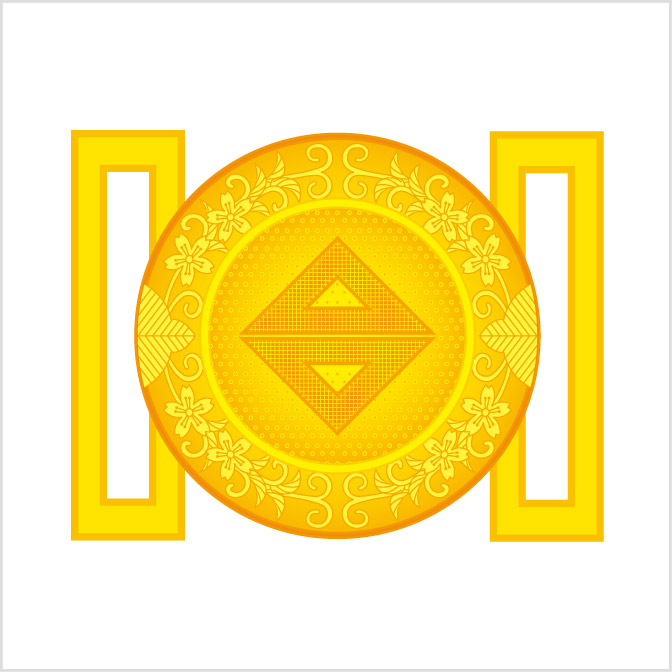
劍帶頭部的唐草與櫻花紋

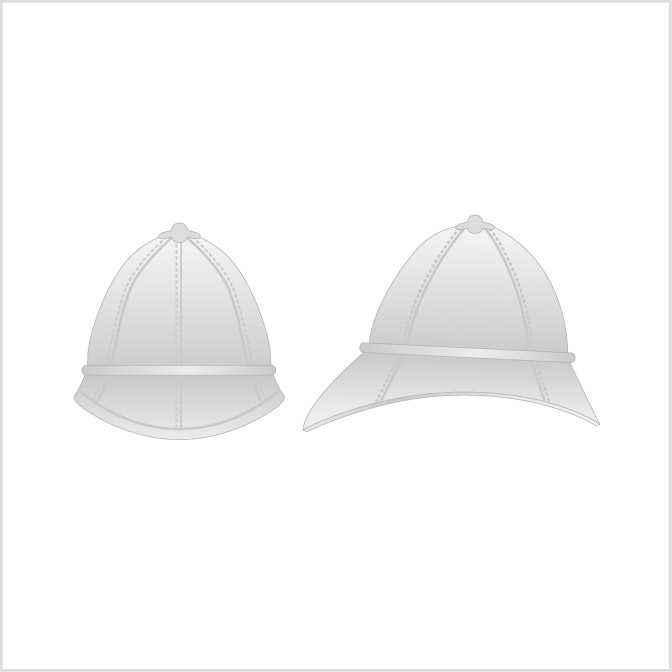
頭盔帽(ヘルメット帽)

| 劍帶 | | | |
| 項目 | 敕任官 | 奏任官 | 判任官 |
| 樣式 | 黑革製腰帶，寬一寸一分，長二尺五分。劍鉤帶寬七分。小皮帶長八寸。圓形金色皮帶頭，直徑一寸三分，外圈為櫻花、櫻葉與唐草紋環繞，中央單置台字章一個，邊寬六分。 | 黑革製腰帶，寬一寸一分，長二尺五分。劍鉤帶寬七分。小皮帶長八寸。圓形金色皮帶頭，直徑一寸三分，外圈為櫻花、櫻葉與唐草紋環繞，中央單置台字章一個，邊寬六分。 | 黑革製腰帶，寬一寸一分，長二尺五分。劍鉤帶寬七分。小皮帶長八寸。圓形金色皮帶頭，直徑一寸三分，外圈為櫻花、櫻葉與唐草紋環繞，中央單置台字章一個，邊寬六分。 |

### 外套

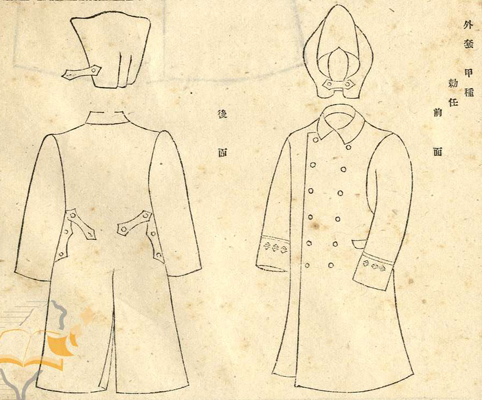
甲種外套
乙種外套

| 外套 |      | | | |                                                 |
| 項目 | 項目 | 敕任官 | 奏任官 | 判任官 | 備 註                                           |
| 甲種 | 材質 | 藏青色羅紗布 | 藏青色羅紗布 | 藏青色羅紗布 | 大正九年(1920年)廢止                            |
| 甲種 | 樣式 | 折襟，前方交疊式，雙排鈕扣，左右各六個，左右下方有口袋；後方開衩，附有扣帶，七個鈕釦。袖口處正面半圈，一條一分的褐色線，附有寬七分的台字章。 | 折襟，前方交疊式，雙排鈕扣，左右各六個，左右下方有口袋；後方開衩，附有扣帶，七個鈕釦。袖口處正面半圈，一條一分的褐色線，附有寬七分的台字章。 | 折襟，前方交疊式，雙排鈕扣，左右各六個，左右下方有口袋；後方開衩，附有扣帶，七個鈕釦。袖口處正面半圈，一條一分的褐色線，附有寬七分的台字章。 | 大正九年(1920年)廢止                            |
| 甲種 | 袖章 | 台字章三個。 | 台字章二個。 | 台字章一個。 | 大正九年(1920年)廢止                            |
| 甲種 | 雨帽 | 藏青色羅紗布 | 藏青色羅紗布 | 藏青色羅紗布 | 大正九年(1920年)廢止                            |
| 乙種 | 材質 | 藏青色羅紗布 | 藏青色羅紗布 | 藏青色羅紗布 | 明治四十四年(1911年)新增。 大正九年(1920年)廢止 |
| 乙種 | 樣式 | 斗篷式，長度到膝蓋為限。離襟口二寸處，有三個寬五分五厘的黑角扣。                                                                             | 斗篷式，長度到膝蓋為限。離襟口二寸處，有三個寬五分五厘的黑角扣。                                                                             | 斗篷式，長度到膝蓋為限。離襟口二寸處，有三個寬五分五厘的黑角扣。                                                                             | 明治四十四年(1911年)新增。 大正九年(1920年)廢止 |
| 乙種 | 雨帽 | 藏青色羅紗布 | 藏青色羅紗布 | 藏青色羅紗布 | 明治四十四年(1911年)新增。 大正九年(1920年)廢止 |

- 甲種外套
- 乙種外套

### 名詞說明
1. 頭盔帽(ヘルメット帽)：俗稱的探險帽(Pith helmet （页面存档备份，存于）)，主要因應臺灣夏季炎熱。
2. 日覆：遮陽布或是帽覆，搭配帽子使用，遮陽用。
3. 七子織 （页面存档备份，存于）：日文又作魚子織、斜子織，運用經緯紗變化的平織法，使表面呈現像魚子般的顆粒狀。
4. 夏季服裝材質可用灰色麻布或是灰色羅紗。
5. 日治時代的長度單位為現今的台制單位。一分=0.3公分、一寸=3公分、一尺=30公分

## 機關職務徽章
當時除了配戴勳章與記章，臺灣總督府制定「特別徽章」，給所屬職員，表達所在的機關、職務、地位等訊息。
|  |                                                                                 | 臺灣總督府文官特別徽章 梧桐葉枝與菊花枝葉合抱台字章 大小：六分五厘，依徽章底部顏色區分所屬： 臺灣總督府職員-淺藍色 下列六點外的民政所屬官廳職員-淺藍色 1. 臨時臺灣總督府工事部職員-藍色 2. 臺灣總督府專賣局-紫色 3. 臺灣總督府郵便局-褐色 4. 臺灣總督府作業所-緋色 5. 臺灣總督府阿里山作業所-綠色 6. 臺灣總督府廳職員(包含小學校、公學校職員)-橘色 |                                                                  |  |                                                                      |
|  | 臺灣總督府臺北電氣作業所職員 大小：六分 閃電紋與台字章                          | | 臺灣總督府土木部職員(電氣相關業務) 大小：五分五厘 閃電紋與台字章 |  | 臺灣總督府作業所職員(電氣、水道) 大小：六分五厘 閃電紋、水字及台字章 |
|  | 臺灣總督府臺灣總督府廳林務手 大小：六分五厘 鹿角合抱中央山字與台字章            | | 臺灣總督府港務局官吏 大小：一分四厘 櫻花與關字                   |  | 臺灣總督府府鐵道部(大正) 大小：六分五厘 火車車輪與鐵軌斷面           |
|  | 臺灣總督府府鐵道部(昭和) 大小：八分 櫻葉、櫻蕾合抱桐紋與台字章                  | | 蠶種取締員徽章 大小：八分 外圍蠶繭，台字章與蠶字                 |  | 肥料檢查定員徽章 大小：一寸 桐紋與台字章、肥檢字樣                   |
|  | 判任文官擔任巡查、消防手之徽章 大小：四分 九重桐與台字章                        | | 臺灣總督府專賣局官吏 大小：一寸一分 台字章與專字樣               |  | 植物檢查員徽章 大小：七分 桐紋與台字章、植檢字樣                     |
|  | 郵便局監視員、船內郵便係員及 鐵道郵便係員之徽章 大小：八分 櫻花與車輪、郵政符號 | | 臨時台灣土地調查局職員 大小：五分五厘 方位標誌與台字章、調字樣   |  |                                                                      |

## 服制規則

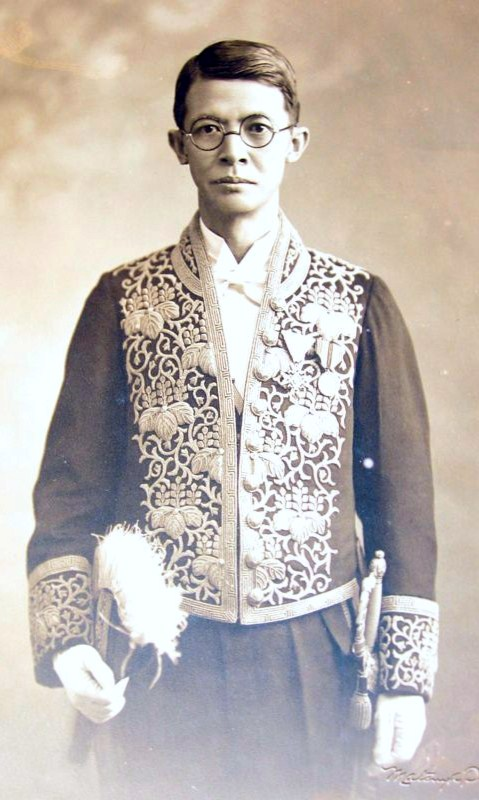
身著敕任官文官大禮服的杜聰明博士

- 第一條：臺灣總督府文官的服裝，除非另有規定外，一切依本規則施行。
- 第二條：服裝可做為禮服、常服兩種，穿著配件如下：
  - 禮服：正帽，上衣，褲子，肩章，劍，劍緒，手套，下襟，下袖，鞋子。
  - 常服：正帽，上衣，褲子，手套，下襟，下袖，鞋子。
- 第三條：在臺灣時，禮服用作為大禮服與通常禮服；常服則為日常辦公勤務時穿著。
- 第四條：夏季服裝為炎熱暑季時所穿著，並可搭配日覆使用。夏季服裝穿著時間：
  1. 臺北州、新竹州、花蓮港廳及澎湖廳，從五月一日到十月十五日。
  2. 臺中州、臺南州、高雄州及臺東廳，從四月十六日到十一月十五日。

  - 若有特殊狀況，由當地長官報備臺灣總督，認可後方可變更。
- 第五條：夏季時頭盔帽限於常服使用。頭盔帽[永久]若為灰色，日覆亦用灰色。
- 第六條：四月一日到十一月三十日，應於帽子加上日覆。
- 第七條：戶外(屋外，工場，機關室，汽車，汽船，倉庫)從事測量，調查，檢查，稅務，作業，工事者，夏季常服的衣褲用灰色。
- 第八條：長劍應用劍帶上的掛鉤帶吊著，並將劍帶繫於上衣之下。
- 第九條：劍緒應纏繞繫於長劍的劍柄上。
- 第十條：刪除
- 第十一條：勳章與記章得配戴於服裝上。
- 第十二條：手套為白色，常服時限用灰色或是褐色。
- 第十三條：下襟與下袖為白色。
- 第十四條：鞋子為黑色皮革製，夏季服裝時則為白色。常服遇雨天時應穿著長靴。旅行或是職務上之必要時，可穿草鞋與腳袢。

### 服制規則備註
1. 本規則由發布日，明治四十四年五月十三日起施行，但是配劍從明治四十四年八月三日起；頭盔帽的用法可到明治四十四年十一月三十日(頭盔帽[永久]只可在常服時使用，限白色)。
2. 臺灣總督決定官吏待遇的職員適用本規則。
3. 所屬官署的職員及員工便服不予規定。

### 大禮服
大禮服除了臺灣總督府服制中的禮服以外，同時尚有日本的「文官大禮服(日文) （页面存档备份，存于）」，為明治時期仿燕尾服樣式製作，依官等不同而在服裝與帽子的刺繡、飾毛、鈕扣、標線、顏色上做區別。

### 規則適用對象
- 服制規則通用的其他職務

廳警察醫，監獄醫，監獄藥劑師，鐵道醫，鐵道藥劑師，鐵道醫院主事，遞信保健技師，遞信保健技手，專賣局醫，腦務手，刑務所教師，作業技手，國民學校準訓導，判任官待遇者。
- 另有訂定服制規則的職務

警察官，法院判官，法院檢察官，法院書記，稅關職員，稅關監吏補，監獄職員，女監職員，專賣局食鹽監視員，米穀檢查員，鐵道職員，官國幣社以下神社幣帛供進使，神官神職服。
- 各機關的服制若有其他變更，上呈臺灣總督，許准後即可施行。

## 總督府府報公告

### 明治
明治三十二年（1899年）03月10日【第475號 （页面存档备份，存于）】
公告敕令第三十九號：天皇許可臺灣總督府文官服制，內務大臣侯爵西鄉從道簽署。臺灣總督府文官的服制，如表內所列訂，施行日期由臺灣總督決定。
明治三十二年（1899年）03月21日【第484號 （页面存档备份，存于）】
- 府令第十七號：自明治三十二年五月一日起，施行臺灣總督府文官服制。
- 訓令第五十七號：公布臺灣總督府文官服裝規則與服裝備註。臺灣總督男爵兒玉源太郎。

明治四十四年（1911年）05月12日【第3231號 （页面存档备份，存于）】
- 敕令第百四十三號，服制更改：
  1. 佩劍改分常劍與短劍。
  2. 外套改分甲種與乙種。
- 服裝備註更動：
  1. 夏季制服可改為灰色麻布或灰色羅紗材質。
  2. 頭盔帽只可在常服時使用，限白色。
  3. 制服可作為禮服或常服用。
- 常服時肩章與長短劍的使用，由臺灣總督決定。

明治四十四年（1911年）05月13日【第3232號 （页面存档备份，存于）】
- 訓令第八十七號：訂定新的服裝規則，作廢明治三十二年三月二十一日的服裝規則。臺灣總督伯爵佐久間左馬太。
- 服裝備註更動：本規則由發布日起施行，但是配劍從明治四十四年八月三日起；頭盔帽的用法可到明治四十四年十一月三十日(頭盔帽只可在常服時使用，限白色)。

### 大正
大正二年（1913年）03月14日【第171號 （页面存档备份，存于）】
敕令第十七號：服裝備註更動，臺灣總督決定官吏待遇的職員適用本規則。
大正八年（1919年）10月7日【第1944號 （页面存档备份，存于）】
敕令第四百三十號：服裝備註更動，所屬官署的職員及員工便服不予規定。
大正九年（1920年）04月12日【第2087號 （页面存档备份，存于）】
- 府令第二十一號：於大正九年九月三十日前仍得著用從前之制服。
- 訓令第四十四號：服裝規則修訂
  - 第二條：禮服中的「帽」改為「正帽」，「長劍」改為「劍」，「短劍」刪除。
  - 第三條：「禮服」下加上「在臺灣時」。
  - 第八條：「佩劍」改為「劍」。
  - 第九條：「長劍」改為「劍」。
  - 第十條：刪除。

大正九年（1920年）04月22日【第2095號 （页面存档备份，存于）】
- 敕令第九十二號：服制更改
  1. 更改上衣的樣式、袖章，取消外露鈕扣。
  2. 更改肩章背面
  3. 更改帽子的帽章，新增便帽。
  4. 「佩劍」改為「劍」(長劍)。
  5. 外套的部分刪除

大正九年（1920年）05月28日【第2121號 （页面存档备份，存于）】
- 訓令第八十二號：服裝規則修訂
  - 第四條：新增加日覆的使用。
  - 第五條：頭盔帽若為灰色，日覆亦用灰色。
  - 第六條：上述時機時，應於帽子加上日覆。

大正十一年（1922年）05月2日【第2643號 （页面存档备份，存于）】
- 訓令第九十一號：修訂第七條：夏季常服的衣褲限用灰色。

### 昭和
昭和十一年（1936年）12月25日【第2867號 （页面存档备份，存于）】
- 訓令第六十五號：修訂
  - 第四條：夏季服裝穿著時間：

  1. 臺北州、新竹州、花蓮港廳及澎湖廳，從五月一日到十月十五日。
  2. 臺中州、臺南州、高雄州及臺東廳，從四月十六日到十一月十五日。若有特殊狀況，由當地長官報備臺灣總督，認可後方可變更。

  - 第五條：灰色夏季衣褲限於常服時使用。
  - 第六條：著夏季服裝時，應在帽上加附白色日覆。
  - 第七條：頭盔帽限於夏季常服時使用。

## 資料參考

### 引用書目
- 始政四十周年記念台湾博覽会 (编). . 台灣: 始政四十周年記念台湾博覽会. 1936: 1–5  [2013-07-17]. （原始内容存档于2016-03-04） （日语）.

- 台湾總督府 (编). . . 帝国地方行政学会. 1929: 673–758 （日语）.

- .   [2013-07-17]. （原始内容存档于2012-01-01） （中文（臺灣））.